# 秋田蘭畫

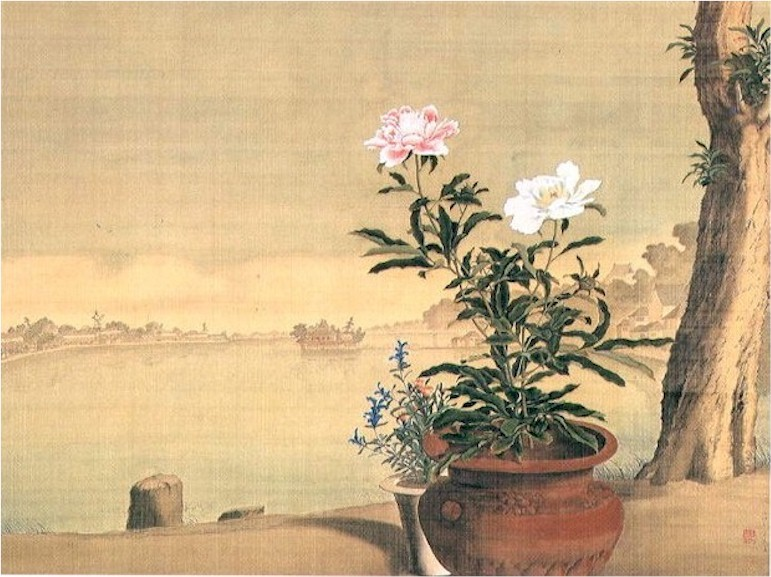
《東叡山不忍池》，小田野直武，1770年代，秋田縣立近代美術館藏

秋田蘭畫，是指日本江戶時代的繪畫類型之一。此派主要的畫家是久保田藩（也稱秋田藩）的藩主及藩士，也被稱為秋田派。此派畫作揉合了西洋畫的構圖技法及日本傳統的畫材，是一種日西合壁的繪畫。
此派的誕生是在安永年間（1772年－1781年）於久保田藩成立，但由於無後繼者，在天明年間（1781年－1789年）即已廢亡。但是，這個畫派極端的透視法對後世的浮世繪有很大的影響。代表性的畫家有小田野直武（1750年－1780年）、藩主佐竹曙山（1748年－1785年）及佐竹義躬（1749年－1800年）。而將秋田蘭畫發揚光大的推手是與小田野直武同鄉的日本畫家平福百穗。他在1930年（昭和5年），在名為《日本洋畫曙光》（日語：日本洋画曙光）的大型版畫集中介紹了秋田蘭畫。此外，由於百穗同時也是阿羅羅木派的歌人，他也做了兩首短歌來歌詠秋田蘭畫。